# Alexander Cunningham (historien)
Pour les articles homonymes, voir Alexander Cunningham et Cunningham.
Alexander Cunningham est un historien, un diplomate et un joueur d'échecs écossais né en 1654 et mort en 1737, à Londres.

## Biographie
Cunningham fut le tuteur du 2e Earl de Hyndford de John Campbell (2e duc d'Argyll). Il s'installa à La Haye avant 1707. De 1715 à 1720, il fut nommé envoyé britannique à Venise.
Alexander Cunningham est l'auteur d'une histoire de son époque en latin. 

## Joueur d'échecs
Le gambit Cunningham, une variante d'ouverture du jeu d'échecs lui a été attribué par H.J.R. Murray dans son Histoire des échecs.